# Hans Ancher Kofod
Hans Ancher Kofod (4. januar 1777 – 30. april 1829) var en dansk skolemand og lærebogsforfatter.
H.A. Kofod blev født i Rønne, hvor faderen, Mads Kofod (død 1792), da var residerende kapellan og rektor. Moderen hed Mette Marie (født Mortensen). Kofod blev student fra Rønne Skole 1795 og Cand. theol. 1799. 
Da han savnede interesse for teologi, søgte han uddannelse, især i historie, på det for latinskolelærere oprettede pædagogiske seminarium. I 1805 blev han lærer i historie og geografi ved Metropolitanskolen, 1806 adjunkt og 1812 overlærer ved samme skole. I denne stilling forblev han til sin død. 
Han var ugift. Kofod roses som en nidkær lærer, der var afholdt af sine disciple trods den melankoli, som fulgte med en tiltagende nervesvækkelse, der berøvede ham synet inden hans død. 
Mest bekendt er han blevet som forfatter af en række lærebøger i de fag, hvori han underviste. Uagtet han i sine geografier ikke kunne komme helt bort fra den tørre, skematiske fremstilling, fik dog den mindste af hans lærebøger i dette fag, udgivet 1809, meget stor udbredelse. I sine historiske lærebøger er Kofod heldigere i et skønsomt udvalg af stoffet og en let og flydende fremstilling. Derfor holdt hans Udtog af Fædrelandets Historie (1816) og den mindste af hans verdenshistoriske lærebøger – Historiens vigtigste Begivenheder, fragmentarisk fremstillede (1808) – sig, i Søren Bloch Thriges bearbejdelse, lige til slutningen af 1800-tallet ved den første historieundervisning. 
Han oversatte også fra tysk Bredows livlig skrevne historiske læsebog.
Kofod oversatte fra tysk Brockhaus’ konversationsleksikon, som i årene 1818-1826 udgaves i 28 bind på dansk med titlen Conversations-Lexicon eller encyclopædisk Haandbog over de i selskabelig Underholdning og ved Læsning forekommende Genstande, Navne og Begreber (osv.), med adskillige Forandringer og Tillæg overs. efter den tyske Originals sidste Oplag, i hvilket han forfattede biografierne af de danske personer.
Se også Encyklopædi#Encyklopædiens historie i Danmark.